# إليزابيث آن لي نوار
إليزابيث آن لي نوار (بالإنجليزية: Elizabeth Anne Le Noir)‏ (1755 في المملكة المتحدة - 1841)؛ شاعرة، كاتِبة وروائية بريطانية.